# Travis Japan -The untold story of LA-
『Travis Japan -The untold story of LA-』（トラビスジャパン ディ アントールド ストーリー オブ エルエー）は、Travis Japanの1st音楽映像作品。2023年3月29日にアメリカ合衆国のキャピトル・レコードおよび日本のユニバーサル ミュージック ジャパンから発売された。

## 概要
デビュー後初のディスクでの商品。2023年1月28日に愛知・日本ガイシスポーツプラザガイシホールで行われたデビュー後初のツアー『Travis Japan Debut Concert 2023 THE SHOW〜ただいま、おかえり〜』の初日公演にてリリースが発表された。
2022年3月に日本の仕事を全てストップし、語学やダンス、ボーカルスキル向上を目指し、メンバー7人で共同生活をしながら過ごしたアメリカ・ロサンゼルスでの留学生活や、グローバルデビューまでの苦悩や葛藤そして決意などを、当時の映像を混えながら帰国後のソロインタビューで振り返るドキュメンタリー。
初回限定盤A（2Blu-ray+グッズ）、初回限定盤B（2DVD+グッズ）、通常盤A（2Blu-ray）、通常盤B（2DVD）、FC限定盤A（2Blu-ray+2グッズ）、FC限定盤B（2DVD+2グッズ）で発売された。

## 仕様・特典
先着先付け特典
- 初回限定盤A・B - フォトカード（A6）
- 通常盤A・B - クリアファイル（A4）
- FC限定盤A・B - ステッカーシート（A6）

仕様・特典
- 初回限定盤A・B - 三方背ケース+デジパック+グッズ（フォトブックA：44P）
- 通常盤A・B - 三方背ケース
- FC限定盤A・B - ワンピースボックス+デジパック+グッズ1（フォトブックB：60P）+グッズ2（グループアクリルスタンド）

コンサート会場予約特典
愛知・福岡・新潟・大阪・横浜の5会場共通の会場限定特典（2種）
- 初回限定盤A・B - チケットホルダーA
- 通常盤A・B - チケットホルダーB

## 収録内容

### Disc 1
- Travis Japan -The untold story of LA-

### Disc 2

#### 初回盤
- UNIK ASIA Festival 2022 -Live & Behind the scenes-
- UNIK ASIA Festival 2022 -Live & Behind the scenes-【ビジュアルコメンタリー】
- JUST DANCE! -Video Clip-

#### 通常盤
- Travis Japanデビューデジタルシングル「JUST DANCE!」購入者限定オンラインイベント
- JUST DANCE! -Video Clip-

#### FC限定盤
- UNIK ASIA Festival 2022 -Live & Behind the scenes-
- Inside Travis Japan's House
- JUST DANCE! -Video Clip-

## チャート成績
4月6日発表の「オリコン週間DVDランキング」と「オリコン週間Blu-ray Disc（以下BD）ランキング」でともに初登場1位を獲得。音楽作品のDVDとBDを合計した「週間ミュージックDVD・BDランキング」においても初登場1位となり、自身初の「映像3部門」同時1位を獲得した。
6月29日発表の「オリコン上半期ランキング2023」にて、「DVDランキング」で8位（2.5万枚）、「BDランキング」で8位（5.5万枚）、「ミュージックDVD・BDランキング」で7位（8.0万枚）を獲得した。